# Церска битка
Церска битка (мађ. Ceri csata), такође знана као и Јадарска битка (мађ. Jadar csata), била је војни сукоб вођен између Аустроугарске и Србије августа 1914. око планине Цер и неколико села у њеној непосредној околини, као и Шапца, током ране фазе Српске кампање у Првом светском рату.
Битка је била део прве аустроугарске офанзиве на Србију и избила је у ноћи 15. августа, када су делови српске Комбиноване дивизије I позива наишли на аустроугарске извиднице улогорене на источним падинама Церске планине у близини села Текериш. Српска војска извршила је ноћни препад на улогорену аустријску војску. Борбе које су уследиле прерасле су у битку за контролу неколико градића и села у околини планине, као и за контролу Шапца. Морал аустроугарских трупа је 19. августа опао и хиљаде војника су се повукли у Аустроугарску, а многи су се подавили у Дрини бежећи у паници. Срби су 24. августа опет ушли у Шабац, чиме се битка званично завршила. Битка је била битка у сусрету, маневарског типа, што значи да у току битке нису коришћени ровови, будући да су они у овом рату коришћени први пут крајем 1914. после битке на Марни. Сама битка завршена је у року од 9 дана, док би копање ровова створило позициони рат, који би трајао минимум више од месец дана, као у случају Колубарске битке, услед константног покушавања обе стране да заузму туђе ровове. Током битке циљ српске војске било је заузимање кота Косанин град и Трајан.
У току десетодневне битке српски губици су износили 3.000 мртвих и 15.000 рањених. Аустроугарски губици су били знатно већи. Било је 8.000 мртвих војника, 30.000 рањених и 4.500 заробљених. Српска победа над бројно надмоћнијим непријатељем је означила прву победу Савезника у Првом светском рату.

## Позадина
У Сарајеву је 28. јуна 1914. године извршен атентат на надвојводу Франца Фердинанда. Атентатор је био српски студент Гаврило Принцип. Атентат је довео до Јулске кризе, у току које је Аустроугарска издала ултиматум Србији 23. јула, под оптужбом да је атентат организован у Београду. Аустроугарска влада је саставила неприхватљив ултиматум Србији, тако да је он на крају одбачен. Рат Србији је објављен 28. јула, а Београд је бомбардован следећег дана. Овим догађајима је започео Први светски рат.
Број аустроугарских трупа одређених за инвазију на Србију је био мањи од првобитно планираних 308.000 војника. Велики део Друге аустроугарске армије је пребачен на Руски фронт, чиме је број преосталих војника сведен на око 200.000. Насупрот њима, Срби су могли да мобилишу око 450.000 војника. Главнина снаге која би се супротставила аустроугарским трупама су чиниле Прва, Друга и Трећа армија, као и Ужичка војска. Ове снаге су бројале око 180.000 војника.
Током Балканских ратова 1912—1913, Србија је изгубила 36.000 војника и имала око 55.000 рањених. Са новоосвојених територија дошло је врло мало регрута, који су употребљени за борбу против албанских одметника и као резерва у случају евентуалног напада са бугарске стране. Недостајала је артиљеријска муниција, јер је Србија тад тек започела обнову залиха граната, пошто их је претходно искористила у Балканским ратовима. Није могла да обезбеди ни одговарајућу обућу за новопридошле регруте, који су на рапорт долазили боси. Процењено је и да у случају потпуне мобилизације, око 50.000 српских војника, од опреме не би имало ништа, осим шињела и шајкача. Српској војсци су недостајале и пушке, јер краљевина Србија није могла да их производи, нити увезе из иностранства. С друге стране, Аустроугарска је поседовала модерне пушке у изобиљу и дупло више митраљеза. Имала је веће залихе муниције, као и много бољу саобраћајну и индустријску инфраструктуру. Међутим, после два Балканска рата српски војници су били искуснији и обученији од аустроугарских. Без обзира што су на регрутацију долазили са рогуљама и секирама, њихов мотив је био јачи: да се одбране од Аустроугарске.
За врховног команданта аустроугарских снага у инвазији на Србију изабран је генерал Оскар Поћорек, такође претходно одговаран за обезбеђење Франца Фердинанда, у тренутку атентата налазио се у истом аутомобилу. Пре битке, Поћорек је, предвиђао лаку победу, потцењујући непријатеља, Србе је називао „узгајивачима свиња”. Врховни командант српских снага је био престолонаследник принц Александар, са начелником генералштаба војводом Радомиром Путником, који је раније командовао српским снагама у Балканским ратовима. Генерал Петар Бојовић је командовао Првом армијом, Генерал Степа Степановић је командовао Другом армијом, а Павле Јуришић Штурм Трећом армијом.

## Увод
У периоду од 29. јула до 11. августа, аустроугарска армија је започела артиљерске нападе у северној и северозападној Србији и успела је да створи систем понтонских мостова преко Саве и Дунава. Срби су знали да је немогуће да бранити целу аустроугарску границу, у дужини од 550 km. Због тога је војвода Путник наредио да се српска војска повуче на традиционалним одбрамбеним линијама у Шумадији, где су могли брзо да дејствују на западу и северу. Јаки одреди су постављени у Ваљеву и Ужицу, а извиднице су постављене на сваку важну тачку дуж границе. У овој фази српска команда је могла само да сачека, док се план Аустроугара не материјализује. Тиме се Српска врховна команда одлучила на стратегијски дочек по ком је главнина војске постављена у централни део Србије, тј Шумадију, а једна десетина војске тј истакнути делови распоређени су дуж позиција где се очекивао напад како би могли обавестити Врховну команду, која би маневром војног марша послала војску у правцу главног напада. У почетку Врховна команда је очекивала да ће аустријска 2. армија да изврши главни напад дуж Саве и Дунава и да ће се пробити долином Мораве.
Београд, Смедерево и Велико Градиште су јако бомбардовани и бројни покушаји аустроугарске војске да пређу Дунав су пропали, уз велике губитке. Српска врховна команда је знала да је велики део аустроугарских снага стациониран у Босни и није претерано реаговала на ове лажне нападе. Аустроугари су такође покушавали да пређу Дрину код Љубовије и Саву код Шапца, а српска команда је на ове нападе гледала озбиљније. Аустроугарски војници су 12. августа ушли у Лозницу. Аустроугарски 44. пешадијски пук и 62. пешадијска дивизија форсирају Саву према Шапцу, и заузимају га 12. Августа. Потом на Турском гробљу постављају 30 топова и 12 хаубица. .Ту и у селу Лешница, 13. аустроугарски армијски корпус је прешао Дрину, а истог дана 4. аустроугарски армијски корпус је прешао Саву северно од Шапца. До 13. августа, на фронту дугом 160 km, Аустроугари су прешли реке и окупирале Шабац. Истакнути српски одреди на Дрини и Сави пружили су Аустријанцима жилав отпор, вешто кориштећи врбљаке, жбуње, кукурузиште и друге природне маске, они су отежавали аустријско пребацивање преко река. Друга и пета армија су кренуле ка Београду, где су наишле на Прву, Другу и Трећу армију. Војвода Радомир Путник је 15. августа наредио контранапад. Стратегијски план о наступању српске војске звао се директива Обр. 796.

## Кретање Аустријских трупа
У 5 часова ујутру кренуо је 28. прашки пук, као челни наступајући гребеном Цера, док су остали ишли за њим. Имали су да се боре са многим тешкоћама као што је жега и недостатак воде. На испресецаној и шумовитој греди Цера, чак ни покретне кухиње нису могле да прате трупе. Колона се ломила по правом путем, а на више места ишло се у колонама по један. За осам часова прашки пук је прешао само 5 километара, а у 16:30 сати избили су код Тодоровог рита. О кретању српске војске нису имали никакве податке. Због преморености и првог сумрака неки од команданата предлажу да се ту заноћи, али командант 21. ландвер дивизије Артур Пшиборски наређује покрет правац Сакалиште. Претходница избија на Трајан уочи страшног невремена с пљуском. У исто време извидница Михајла Рашића избија на Цер. Почињу прва пушкарања, али командант 42. батаљона Подгајски који је избио око 22:30 сати преко Велике и Мале Лисине на пут Шабац — Текериш није узнемирен, јер сматра да су то делови Лешничког одреда, не схватајући озбиљност ситуације. За Чехе из прашког пука ово је био превелики напор. На Дивчу су остали 6. и 7. чета 28. прашког пука са командантом Јозефон Фридлом. Аустријски конадант Либоријус фон Франк је свој штаб сместио у Јањи код Дрине.

## Битка
Командант Друге српске армије, генерал Степановић је образовао Церску ударну групу од Моравске дивизије  позива и Комбиноване дивизије са циљем напада у долини Јадра. Степановић је схватио важност планине Цер и самоиницијативно је одлучио да заузме њене доминантне коте Тројан и Косанин град. Степановић је цео ток битке посматрао из села Драгиње, на ком се и данас налази клупа са које је командовао битком. Око 3.00 часа ујутро 15. августа 1914. године, кренула је Комбинована дивизија првог позива из села Бањана код Уба. Усиљени марш је био: Бањани—Вукона—Свилеува—Велики Бошњак (сада Драгиње)—Каона—Михаилов гроб (кота 255)—Криваја—Цер. Око 23.00 часа, 15. августа, делови српске Комбиноване дивизије првог позива су наишле на извидницу аустроугарске војске на падинама Цера, код села Текериша и тако је започела битка. „У 18 часова започео је пљусак праћен грмљавином. Уморну војску осветљавају муње. Од 3:00 часа ујутру војници су превалили 40 километара. Пљусак не престаје, војници се клизају и падају. Опанци су им пуни воде. Података о непријатељу још није било, иако су мештани нашим војницима говорили да је непријатељ уз пут запосео сва села на северној страни Цера. Мислило се да сељаци претерују. У 21:30 часова киша је престала, изашао је месец и назирао се Цер. Око поноћи претходнице српске војске избијају на пут Шабац-Текериш. Непријатељ отвара митраљеску ватру на коју нико не одговара. Војници се заклонише уз усеке поред пута. Ни страже 21. ландвер дивизије ни претходне Комбиноване дивизије не одговорише на ово пушкарање. Убрзо су се вратиле српске извиднице и јавиле да су на положају свуда побацане празне конзерве са храном (српска војска тада није поседовала конзерве). Једна извидница је јавила да је 500—600 корака од њих логор непријатеља, а друга да је десно од њих на путу Шабац-Текериш велики непријатељски логор, а да се доле код Дејановачког потока види ватра и чује ларма. Један коморџија по надимку чика Мита јавио је да је забасао у аустријски логор, где су сви спавали, да је пробудио једног војника и по говору схватио да је Аустријанац и да га је оставио да спава. Један војник је такође потврдио да су Аустријанци близу. Када је српска војска кренула са Парлога настаде ураганска пушчана ватра.” Делови Другог прекобројног пука су се увукли између непријатељске предстраже и главнине. Српски војници продиру у непријатељске редове и отпочиње борба прса у прса и рвање по мраку. Војници се клизају, ипак износе топове на рукама на Парлог. Трубе за обе стране позивају на јуриш. На Малим Лисинама непријатељ даје страшан отпор. Српски војници долазе до самих митраљеза који их косе. Трубе више не свирају јуриш. Чује се наређење: "Стој, прекини паљбу.’’ Чете су се потпуно измешале и постоји опасност да војници туку своје. 2., 1. и 6. пук Комбиноване дивизије нападају Тројанову вратницу. Око 3:00 часа 1. пук Комбиноване дивизије заузео је Дивич, а током борби погинуо је аустријски командант 28. прашког пука Фридл. Са пушком у руци борио се и командант 21. ландвер дивизије Пшиборски. Аустроугарске позиције су биле слабо брањене и њени војници су одбијени са планине. До поноћи, оштри судари и борбе између леве аустроугарске колоне 21. аустроугарске дивизије и Срба су се водили у мраку. До јутра 16. августа Срби су заузели венац Дивача и отерали Аустроугаре из Бориног села. Аустроугарске трупе су имале доста губитака и повукле су се у нереду. Како је дан одмицао, Срби су онемогућили 21. пешадијској дивизији да се повеже са 2. армијом у Шапцу, тако што су је отерали са падина Цера.

„Предњи батаљон је током ноћи стигао до Тројанског врха, а када смо стигли до Парлога пљусак је почео, којег је пратила вулканска грмљавина и заслепљујуће севање. Вода нас је квасила са све стране... Одједном други војник, без даха и узбуђено узвикнуо:
Господине мајоре, Швабе!
Тако су судари између наше Комбиноване дивизије и непријатељеве 21. Ландвер дивизије започели, а са њима и битка на планини Цер.“

Капетан Јеша Топаловић, из српске војске, сећајући се како се његова дивизија сударила са аустроугарским снагама на падинама планине Цер.
На косу изнад села Текериш, избио је командант батаљона, одмах истог дана 16. августа око 13 часова. На неких 700 метара даље на ливади, постројавала се аустријска пешадија, јединице 57. бригаде, у смакнутим поредцима. Иза њих била је аустријска атиљерија, а нешто даље комора. Командант комбиноване дивизије нареди војницима да заузму прикирвене положаје, а да на Аустријанце отворе ватру на уговорен знак. Када је после неких 30 минута аустријска пешадија сложила пушке у купе, командант је дао знак дасе отвори ватра. Аустријанци су се нашли у чуду, неки су потрчали да зграбе оружија, други су се дали у бегство. Аустријској артиљерији је требало времена да се снађе, међутим било је прекасно. Око хиљаду аустријских војника избачено је из строја, 300 убијено, а око 700 рањено. Срби су имали мале губитке, око 10 мртвих и 25 рањених.
Срби су покушали да поврате Шабац, али нису имали успеха. Комбинована дивизија првог позива је напала Тројан и Парлог, пре него што се упутила у Косанин град. На другом месту, Аустроугари су успели да одбију Трећу српску армију, терајући је да изманеврише једну од својих дивизија (Моравска дивизија другог позива) како би заштитила прилаз Ваљеву, коме је претила 42. домобранска дивизија.
Рано изјутра 18. августа, Аустроугари су покренули још један напад, са намером да потисну Шумадијску дивизију I позива са шабачког мостобрана и омогуће 5. армији да крене у напад. Међутим, напад није успео јер су Срби уништили њихове снаге код реке Добраве, терајући преживеле војнике да се повуку. На другом месту, контраофанзива Друге српске армије је настављена дуж Цера и Иверка, нападом Комбиноване дивизије на село Рашуљача где су наишли на снажан отпор код Косаниног града. Први напад Срба је одбијен, али су напади настављени и током ноћи. Изјутра 19. августа, Срби су уништили аустроугарске снаге и заузели градић. Моравска дивизија првог позива је отерала 9. пешадијску дивизију са њеног положаја и одбила њен контранапад наневши јој тешке губитке. Четврти корпус је поновио нападе против Шумадијске дивизије, чиме је натерао Србе да се повуку са лаким губицима. Чињеница да Срби нису сломљени нападом Четвртог корпуса, значило је да аустроугарска дивизија није успела да заустави њено напредовање према планини Цер, јер ако би то урадила, Шумадијска дивизија би напала Четврти корпус са бока. Због тога, 4. корпус није успео да се повеже са аустроугарским снагама код Цера.
Рашуљачу су заузели Срби у подне, а Комбинована дивизија је искористила овај догађај да крене према Лешници. У међувремену, Моравска дивизија првог позива је напала Иверак и успела да потисне Аустроугаре. Село Велику Главу су Срби заузели пре подне, а послеподне је опет заузет Рајин гроб. У ово време, Аустроугари су почели да се све брже повлаче, јер им је морал опао, као и организација. Трећа српска армија је имала сличан успех, одбила је 36. пешадијску дивизију и натерала је на повлачење у нереду. Срби су затим кренули да прогоне Аустроугаре дуж целог фронта. До 20. августа, аустроугарске снаге су још увек бежале ка Дрини, а Срби су наставили да их гоне. Цела 5. армија је била принуђена да се повуче у Босну. Многи аустроугарски војници су се удавили у реци бежећи у паници. Српски извештаји са фронта су говорили „да се непријатељ повлачи у највећем нереду.” Радомир Путник је обавестио српског краља Петра I у телеграму „да је главни непријатељ поражен код Јадра и на планини Цер и да их њихове снаге прогоне.” После тријумфа на планини Цер, Срби су хтели да поврате тешко утврђени град Шабац. Жестоки окршаји су се десили 21. и 22. августа, током којих су се српске снаге успеле да се пробију до западне стране града. До 23. августа су опколили град и увече дотерали тешку артиљерију. Следећег дана су Срби ушли у град само да би открили да су га Аустроугари напустили претходно вече. До 4 сата поподне, српске снаге су стигле до обала Саве, чиме је прва аустроугарска офанзива завршена.
Током битке стратегијску важност имао је град Шабац. Аустријанци су на Шабац испалили прве артиљеријске гранате 22. Јула 1914. у 16:00 и при томе први објекат који је уништен у Шапцу у Првом светском рату била је кућа у делу града Камичак. Аустроугарски 44. пешадијски пук из 62. пешадијске бригаде уз подршку монитора са Саве и артиљерије са Турског гробља, потиснуо је Шабачки одред који је бранио град на линију јужно од града код села Слатине. Два батаљона српске војске и коњичка дивизија извршили су напад на југоисточни део града, али су одбијени. Шабачки одред поново је напао град, али се задржао на линији Беглук баре и Потесу. Аустријски командант бојећи се да Срби не заузму град, послао је 29. дивизију са 30 топова и 12 хуабица на Турско гробље, ради подизања Понтонског моста. До краја дана посада опседнутог града је ојачана са 4 батерије и 11 батаљона. Срби су заузели линију Богосавац- Јевремовац-Мишар. Због угрожавања бока 2. српске армије, послата је Шумадисјка дивизије 1. позива која је нападом са положаја на реци Добрави 17. августа отерала Аустријанце и пришла до јужних делова Шапца, међутим била је приморана да се повуче на линију Мишар- Потес -Јевремовац. Степа Степановић се 17. августа, другог дана битке налазио код Шумадијске дивизије првог позива, да би личном интервенцијом отклонио опасност да непријатељ не убаци свеже снаге од Шапца ка Текеришу и тиме угрози својом Другом и Петом армијом српску Другу армију. Због ситуације аустроугарска команда је послала код Шапца 4. корпус и на Турско гробље још једну хаубичку батерију топова од 120 мм, тако да је сада имала укупно 60 топова.18. августа све аустријске снаге 29.дивизија 31. дивизија 32. и делови 7.дивизија стављене су под команду команданта 9. корпуса. Оне су напале 18. августа Шумадијску дивизију 1. позива и заузеле 31. дивизија Причиновић, 29. дивизија Јевремовац, а 32. дивизија Мишар, где су противнападом Шумадијске дивизије заустављене. После Церске битке, 4. корпус пребачен је 20. августа на леву обалу Саве, а 29. дивизија и половина 7. дивизије и 9. корпус задржани су у Шапцу. Шумадијска 1. позива образује са Тимочком 2. позива Комбиновани корпус кога напада 4. корпус, али је после претрпљеног неуспеха, са деловима 9. корпуса напустио Шабац. Срби су ушли у Шабац 24. августа 1914.
Прва Српска ваздушна битка у Првом светском рату вођена је код Шапца, изнад Мишарског поља. 27. августа 1914. године, око 18 сати, на повратку из извиђања сремског села Купиново, пилота Миодрага Томића напао је изнад Мишарског поља аустријски пилот који је отворио ватру. Пошто је Томић био ненаоружан, порињањем је морао да се спаси.
Приликом заузимања Шапца, на торњу шабачке цркве налазило се митраљеско гнездо. Српски војник Микајло Ђукић из села Дубље близу Шапца пуцао је топом у црквени торањ, како би уништио митраљеско гнездо, и тиме је оштети торањ.

## Последице
„Историја Аустроугарске је испреплетана са импозантним поразима, а владавина Фрање Јозефа је била плодна у војним катастрофама. Али до данас, стари монарх је могао да говори да су га победиле само Велике силе, Француска 1850. и Прусија 1866. Данас је то Србија, са десетином територије Аустрије, са десетином њеног становништва, нанела је први и одјекујући пораз.“

Француски новинар Анри Барби, 19. август 1914.
До 23. августа, на слободној српској територији није остао ниједан аустроугарски војник. Генерал 2. српске армије, Степа Степановић је добио чин војводе, после његовог успешног командовања у бици. Битка је доста утицала на војнике аустроугарске војске на Балкану и њихове снаге у Црној Гори су морали да напусте град Пљевља, којег су заузели 19. августа.
Успех битке је привукао светску пажњу на Србију и донео јој наклоност у неутралним и савезничким земљама, јер је битка била прва савезничка победа над Централним силама у Првом светском рату. Као последица, многи странци су дошли у Србију крајем 1914. нудећи финансијску, политичку, хуманитарну и војну помоћ. Новински чланци у одбрани Србије су постали чешћи у британским новинама, а земља је била толико цењена да су одређене културне групе у Италији подржавале улазак Италије у рат на страни савезника, користећи Србију и Црну Гору за пример.
У време битке на Јадру и Церу, српска Ужичка војска и црногорска Санџачка војска успеле су да спрече продор ка Ужицу. Пораз на Церу, страх од српске офанзиве и побуне пречанских Срба, натерали су Поћорека да пређе у дефанзиву на свим фронтовима. Српска војска је под притиском Савезника покренула неуспешну Сремску операцију, док је истовремено на Дрини текла неуспешна аустроугарска офанзива.

## Губици и злочини
Обе стране су претрпеле тешке губитке. Тачан број аустроугарских жртава варира. Џордан сматра да су Аустроугари претрпели 37 000 губитака, а од тога су 7.000 мртвих. Миша Глени говори о цифри од 30.000 рањених аустроугарских војника и 6-10 хиљада мртвих. Хорн пише да су Аустроугари имали 8.000 мртвих и 30.000 рањених, такође су изгубили 46 топа, 30 митраљеза и 140 кола са муницијом. Историчар Дејвид Стивенсон сматра да су 4.500 аустроугарских војника заробљена.
Број српских губитака такође варира. Хорн и Џордан се слажу да је отприлике 3.000 српских војника погинуло, а 15.000 рањено у бици. Глени говори о цифри од 3.000-5.000 мртвих и око 15.000 рањених. Број жртава на обе стране говори о високој цени која је плаћена у Првом светском рату. Француски новинар Анри Барби је известио:
Простор између Цера и реке Јадар где се силна битка догодила није био ништа друго до масовна гробница и распаднуто месо... Из сенке шуме се ширио смрад тако гадан да је прилаз врху Цера био немогућ. Број лешева је био тако велики да је Друга армија због недостатка времена била приморана да прекине њихов покоп.
На крају борби, Срби су открили доказе о страшним злочинима у градовима и селима, која је аустроугарска војска окупирала. Стотине мушкараца је насумично убијено, а многе жене и деца су најпре силовани, пре него што су убијани. Многе злочине су чинили други Јужни Словени (Хрвати и Босански муслимани), служећи у аустроугарској војсци. Српски генерал Павле Јуришић Штурм је изјавио:
Аустријска војска је починила страшна зверства на нашој територији. Група од 19 (мушкараца, жена и деце) су пронађени поред гостионице Кривајица. Свезани су заједно и затим ужасно измасакрирани. Таква група људи је нађена и код Завлаке. Мале групе убијених и унакажених људи, углавном жене и деце, су нађени широм села. Једној жени је одерана кожа, а другој су одсечене груди... Још једна група од 12 жена и деце су пронађени свезани заједно и измасакрирани. Сељаци кажу да се такве ствари могу видети свуда.
Други српски команданти су такође изјавили да су аустроугарске снаге починиле бројне одмазде у српским селима током битке.
У Церској бици је погинуо поручник Војислав Гарашанин, син Милутина Гарашанина. Најмлађи погинули борац био је Станислав Сондермајер.
После рата подигнута је Спомен-костурница на Церу која је заштићена законом као знаменито место.

## Сведочанство Александра Дерока
Александар Дероко, који је био у 1300 каплара оставио је сведочанство о Церској бици. „Прошли смо Уб и нашли се у сред Церске битке. Попели су ме на високо дрво. Преда мном је био цео фронт. У плавом небу горе, свуда око мене, Бога ми прилично близу, црвено бели облачићи аустријских шрапнела. У зубима сам држао реглету, и преко канапа са чворићима одмеравао и на милиметарску хартију уцртавао цео хоризонт непријатељских положаја. Био сам студент прве године технике и умео сам то. По тим цртежима су наше батерије доле гађале сваки топ свој сектор. После, даље, поља су била покривена плавим униформама и ваздух је био отужно сладуњав од непокопаних лешева на августовском сунцу… Даље Шабац је целу ноћ горео и ја сам при свећи направио један мали акварел са много црвеног пламена на црној позадини. Те ноћи су наши топови у Кленку запалили некакав магацин са муницијом и воз. Личило је на ватромет.”

## У популарној култури
Драгиша Стојадиновић је фотографисао церско бојиште после битке. Српску патриотску песму „Марш на Дрину” је написао српски композитор Станислав Бинички убрзо после битке. Бинички је посветио марш његовом омиљеном команданту у војсци пуковнику Миливоју Стојановићу-Брки из Гвозденог пука — Други пешадијски пук првог позива " Књаза Михаила "- Моравска дивизија првог позива, који је погинуо током Колубарске битке. Југословенски ратни филм такође назван Марш на Дрину је снимљен 1964. године и повезан је са битком.
Остало је забележено да су аустроугарски војници бежећи и тражећи Дрину питали „Казуј, стрина, где је Дрина?” док су српски војници спевали песму „Дођи Швабо да видиш где је српски Текериш? Како ћу ја гледати, када морам бежати?”
Церска битка је најекранизованија српска битка од свих са око 4 играна, 2 играно-документарна и једним документарним филмом. Најтачнија екранизација битке је филм „Марш на Дрину” из 1964, док је најнетачнија екранизација филм „Свети Георгије убива аждаху” у коме се ни топографија ни радња не поклапају са битком. Поред ова два филма снимљени су на стогодишњицу битке два играно документарна филма „Србија у Великом рату” и „Херој 1914.”, као и филмови из 2018. „Заспанка за војника” и филм „Краљ Петар у славу Србије” по коме је рађена истоимена серија.
Дана 15. новембра 2015. године, војни часопис „Одбрана” издао је посебан додатак у виду стрипа „Марш на Дрину” у ком су илустроване Церска битка, битка на Мачковом камену и Колубарска битка.
Књижара Томе Јовановића и Јакшића, власника Милована Јакшића је у време Краљевине Југославије израдила илустрацију Церске битке са насловом „Страшан пораз Аустријске војске на Церу 1914.” приказујући како српска војска наступајући у нападу слева надесно потискује аустријску војску, док се у позадини види планина Цер. Илустрација је била изложена у Историјском музеју на стогодишњицу завршетка Великог рата у јануару 2019. заједно са илустрацијама битке на Дрини и Колубари од истог издавача у оквиру изложбе Крај Великог рата и изложбе Ђорђе Чарапић Фусек.

## Галерија
- Српски извиђач Драгутин Матић, Око Соколово у Церској бици
- Униформа српскског официра
- Капа српског официра
- Летња униформа Српског официра коришћена у Церској битци
- Униформа српске војске у Церској бици
- Униформа Аустро-Угарске војске у Церској бици
- Камп Аустријске војске
- Српска војска 1914.
- Мања диорама приказује судар српских и аустријских јединица на Церу
- Макета куће сличним у селу Текериш из доба Церске битке
- Диорама српског фронта 1914.
- Споменик палим српским војницима на Текеришу
- Краљ Петар на бојишту
- Шабац, порушен током завршних борби битке на Церу
- Аустроугарска артиљерија разорила Шабац, август 1914.
- Жртве казнене експедиције у Лешници
- Убијени заробљени српски војници
- Шабац разорен током борби
- Српска артиљерија разорила Аустријски возни трен у Кленку
- Панорамски приказ планина Цер са котама
- Обележје места у селу Драгиње, где је Степа Степановић командовао Церском битком
- Плоча код планинског дома Липове Воде одакле је кренуо мајор Чекерац
- Уска стаза која води од планинског дома Липове Воде до врха Цера и коте Трајан и Косанин град, одакле је мајор Велимир Чекаревац повео војнике у јуриш и преотео доминанте коте

### Интернет
- „Обележена годишњица Церске битке”. Блиц. 19. август 2012.
- „Марш на Дрину: Из блата и каљуге до прве победе савезника у Првом светском рату”. Б92. 28. јун 2011.
- „Обележена 90. годишњица Церске битке”. Б92. 22. август 2004.
- „Марш на Дрину: Станислав Бинички компоновао је један од најлепших маршева”. Глас јавности. 3. март 2003. Архивирано из оригинала 5. јануар 2013. г. Приступљено 8. август 2013.
- „Јунаци Церске битке”. Вечерње новости. август 2014. Архивирано из оригинала 7. август 2014. г. Приступљено 10. август 2014.